# Палата представителей Таиланда
Палата представителей (тайск. สภา ผู้แทนราษฎร) — нижняя палата Национальной ассамблеи Таиланда, которая выполняет роль законодательной власти в стране. Система правления Таиланда является конституционной монархией и парламентской демократией. Система тайской законодательной власти была смоделирована по типу Вестминстерской системы. В Палате представителей 500 членов, все из которых избираются демократически: 400 членов избираются на выборах по одному из каждого избирательного округа, а остальные 100 избираются по пропорциональному представительству партийных списков. Заседания проходят в здании Национальной Ассамблеи Таиланда.

## История
Палата представителей была создана после революции 1932 года, когда Кхана Ратсадон (далее «Народная партия»), свергли абсолютную монархию и заменить её системой конституционной монархии. Когда король Прачадипок подписал временную конституцию 1932 года и основал первую законодательную ассамблею в Таиланде. Первое заседание Народной ассамблеи состоялось 28 июня 1932 года в Тронном зале Ананда Самакхом. С тех пор Палата существовала в различных формах.
- 1946 год — Конституция 1946 года учредила Палату представителей.
- 5 июня 1949 года — Орапин Чойякан стал первой женщиной, избранной на должность в Палате представителей.
- 1952 год — Учреждено однопалатное Национальное собрание из 123 членов.
- 1959 — Палата была упразднена Саритом Танаратом.
- 1968 год — Палата была восстановлена с 219 членами.
- 1972 — Палата была упразднена Таном Киттикачон.
- 1974 год — Учреждение Палаты представителей.
- 1976 год — Учреждение однопалатной Национальной Ассамблеи из 360 членов, назначавшихся королевской семьёй.
- 1978 год — Возвращение Палаты, состоявшей  из 301 члена.
- 1991 год — Учреждение однопалатной Национальной Ассамблеи из 292 назначенных членов.
- 1997 год — Учреждение Палаты представителей из 500 членов, 100 из которых избирались через пропорциональное представительство.
- 2006 год — После государственного переворота была подписана временная хартия, которая предусматривала создание Национальной законодательной Ассамблеи, состоящая из 250 членов.
- 2007 год — Возвращение Палаты, состоящей из 500 членов, в соответствии с Конституцией Таиланда 2007 года.
- 2014 год — Палата вновь упразднена в результате военного переворота. Образована Национальная законодательная ассамблея, состоявшая из 250 членов, отобранных Национальным советом для мира и порядка.
- 2017 — Палата представителей восстановлена после принятия Конституции 2017 года, которая была одобрена референдумом в 2016 году.

## Избирательный ценз
Квалификация, которой должны соответствовать кандидаты в Палату представителей, была изложена в 6 разделе 2 части 6 главы Конституции 2007 года (утратила силу в 2017 году):
- Кандидат должен был быть гражданином Таиланда исключительно по рождению, двадцати пяти лет или старше на день выборов и родиться в провинции, в которой он или она баллотируются в качестве кандидата.
- Должен быть списке избирателей, по крайней мере, пять лет непосредственно перед выборами.
- Должен иметь дом или находиться на государственной службе в провинции в течение пяти лет.
- Должен был быть членом образовательного учреждения в этой провинции не менее пяти лет подряд.
- В политическом плане кандидат должен был быть членом одной политической партии не менее девяноста дней до дня выборов, за исключением случаев роспуска партии — тогда минимальным периодом является тридцать дней. Это было сделано для того, чтобы воспрепятствовать переходам между партиями до выборов. Для кандидатов в список партий они также должны были соответствовать той же квалификации, за исключением провинциальных ограничений.[4]

### Не имеют права баллотироваться
- наркоманы
- объявленными банкротами
- неспособные голосовать (см. Право избирателей ниже)
- осужденные уголовные преступники (кандидат должен ждать пять лет после освобождения, чтобы получить право на участие)
- уволенные с государственной службы по причине коррумпированности или некомпетентности
- если подвергались конфискации активов из-за растрат
- кандидат не был членом правительства или государственной службы, сената, местных администраций, судебных органов или других независимых учреждений.

## Термин и роспуск
Срок полномочий Палаты представителей составляет четыре года с предыдущего дня выборов. По истечении срока полномочий Палаты король издаёт указ о выборах в Палату, в котором должна быть объявлена дата выборов. Это должно было быть сделано в течение сорока дней после истечения срока. Дата выборов одна для всего Королевства.

Король имеет Королевскую прерогативу распустить Палату до истечения срока его полномочий. В таком случае выпускается королевский указ, в котором объявляется дата выборов — это должно было быть сделано не ранее сорока дней и не позже шестидесяти дней с даты роспуска. Причины и обстоятельства для роспуска могут быть использованы только один раз.

## Членство
Члены Палаты представителей обычно назывались членами парламента или парламентариями (тайск. สมาชิก สภา ผู้แทนราษฎร или ส.ส.). Членство в Палате представителей начинается со дня выборов.

Если в Палате образовалась вакансия и это не было связано с истечением срока или роспуском, она должна была быть вновь заполнена. Вакансии могут освободиться из-за смерти, отставки, осуждения и / или изгнания (только парламентской партией утверждением 3/4 голосов). 

Если вакансия была освобождена членом избирательного округа:
- Выборы нового члена должны проводиться в течение сорока дней после освобождения вакансии, если только до конца срока полномочий Палаты не осталось менее 180 дней — тогда вакансия может остаться открытой.

Если вакансия была освобождена пропорциональным представителем:
- Нового члена Палаты утверждает Спикер Палаты представителей, представив имя следующего кандидата в партийном списке (представленном в день выборов), которое будет опубликовано в Королевском вестнике. Это нужно было сделать в течение семи дней. Если имя не было найдено, вакансия может оставаться незаполненной. Члены Палаты, заполнившие вакансию по любой из этих процедур, могут оставаться в Палате на оставшуюся часть своего нынешнего срока.

## Полномочия и привилегии

### Полномочия
Согласно Конституции Таиланда 2007 года (утратившей силу в 2017 году), Палате представителей было предоставлено много полномочий, большинство из которых были разделены с сенатом Таиланда:
- законодательная деятельность
- надзор
- ежегодный оборот денежных ассигнаций
- Конституционные поправки

### Эксклюзивные полномочия
- Основная законодательная палата.
- Создание и назначение комитетов для рассмотрения законопроектов.
- Власть призвать министров к отчёту (появляться в палате и отвечать на вопросы)
- Отстранение премьер-министра посредством «вотума недоверия» (более 1/5 голосов для начала дебатов и большинство для удаления).
- Удаление министров (более 1/6 голосовать за дебаты и простое однозначное большинство для удаления).
- Выбор сотрудников.
- Исключение членов
- Определение собственных правил и процедур.

### Привилегии
- Ни один из членов Палаты не может быть арестован, задержан или вызван ордером на дознание в качестве подозреваемого по уголовному делу, если не было получено разрешение Палаты, членом которого он или она является, за исключением если он был арестован на месте преступления.

## Руководство

### Председательство
Исполнительный комитет Палаты представителей состоит из одного спикера (председателя) и двух его заместителей. Спикер Палаты также занимает должность Председателя Национальной ассамблеи Таиланда. Выборы проводятся тайным голосованием на первой сессии. После принятия резолюции избранный председатель проходит процедуру официального одобрения королём. Председатель Палаты и его заместители не могут быть членами Кабинета или какого-либо партийного исполнительного комитета. Спикер и его заместители также не имеют права представлять интересы какой-либо партии и должны осуществлять свои полномочия на беспартийной основе.

### Лидер правящей коалиции
После первой сессии Палате необходимо избрать премьер-министра, после чего король официально одобряет его кандидатуру в течение тридцати дней. Избранный премьер-министр должен быть лидером крупнейшей партии в Палате, но необязательно членом самого парламента

### Лидер оппозиции
После назначения Кабинета, король назначает официального лидера оппозиции Таиланда. Лидер оппозиции должен быть лидером крупнейшей партии, из которой не было избрано министров. Такая партия должна иметь больше одной пятой членов от общего числа депутатов Палаты. Если ни одна из Партий не соответствует данным требованиям, Лидер будет назначен большинством голосов от партий, не имеющих министерских должностей. Королевское назначение должно быть подписано Председателем Национальной ассамблеи. Лидер оппозиции возглавляет теневой кабинет Таиланда.